# Elmohardyia spuria
Elmohardyia spuria är en tvåvingeart som beskrevs av José Albertino Rafael 1988. Elmohardyia spuria ingår i släktet Elmohardyia och familjen ögonflugor. Inga underarter finns listade i Catalogue of Life.